# Brookside (Colorado)
Pour les articles homonymes, voir Brookside.
Brookside est une ville américaine située dans le comté de Fremont dans le Colorado.

## Démographie
| 1920 | 1930 | 1940 | 1950 | 1960 | 1970 |
| ---- | ---- | ---- | ---- | ---- | ---- |
| 202  | 198  | 196  | 175  | 163  | 173  |

| 1980 | 1990 | 2000 | 2010 | - | - |
| ---- | ---- | ---- | ---- | - | - |
| 178  | 183  | 219  | 233  | - | - |

Selon le recensement de 2010, Brookside compte 233 habitants. La municipalité s'étend sur 0,46 milles carrés (1,19 km2).